# Ушаковский путепровод
Ушако́вский путепрово́д (также Ушаковская развязка) — автодорожный путепровод на пересечении Ушаковской набережной / Приморского проспекта и улицы Академика Крылова / Каменноостровского проспекта в Санкт-Петербурге, связывает Выборгский и Приморский районы.
Путепровод выполнен в виде девятипролётной эстакады общей длиной 284,5 м с двумя подходами (пандусами) длиной 150,55 и 143,75 м. Общая длина сооружения составила 578,8 м. Вслед за криволинейным очертанием участка набережной, эстакада в плане расположена на кривой радиусом 500 м (угол перелома около 22°). Архитектурное решение было выполнено в мастерской «Евгений Герасимов и партнеры» (главный архитектор проекта В. Ф. Хиврич, архитекторы И. Г. Бахорина, В. С. Васильковский). Инженерное решение разработано АО «Трансмост» (главные инженеры проекта О. А. Зиновьев, В. В. Мартынов, Ю. В. Шорин) и институтом «Гипроинжпроект».
Конструктивные и архитектурные качества сооружения были отмечены Серебряным дипломом Международного архитектурного фестиваля «ЗОДЧЕСТВО-2001».

## Название

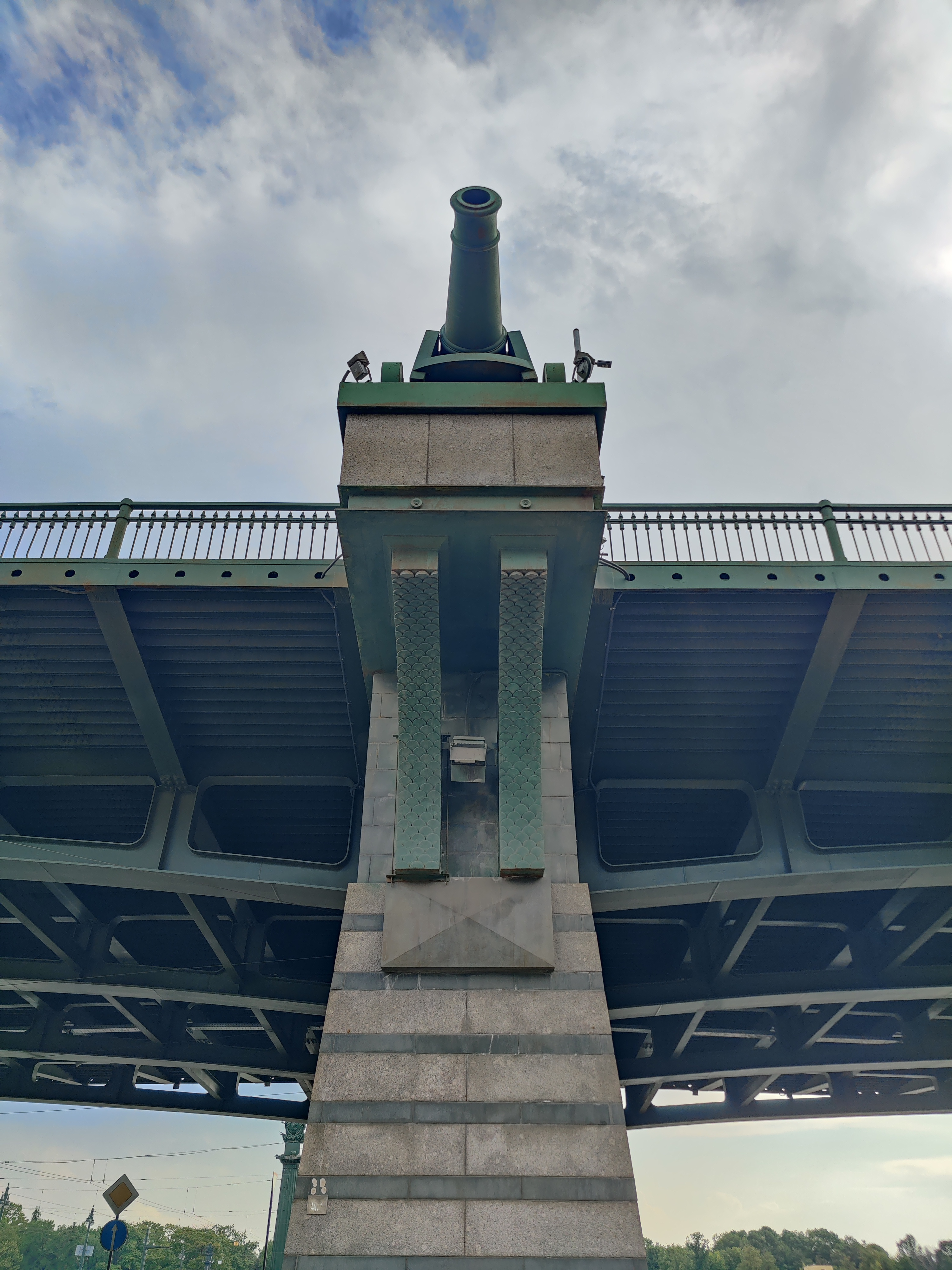

Официальное название Ушаковский путепровод было присвоено 30 июля 2019 года, хотя неофициально это название, наряду с названием Ушаковская развязка, использовалось практически с момента открытия сооружения.

## История
В конце 1980-х годов началось проектирование транспортной развязки на пересечении Ушаковской набережной и улицы Академика Крылова. По эстетическим соображениям и из-за ограниченных предмостных площадей предполагалось устройство тоннеля вдоль реки, несмотря на высокий уровень грунтовых вод. Однако из-за отсутствия финансирования проект не был реализован.
К 1997 году проект путепроводной развязки удалось согласовать, после чего на стройплощадку вышел генподрядчик — «Мостоотряд № 19», а в 1998 году началось активное строительство развязки. Кроме строительства самого путепровода, проектом предусматривалось расширение части набережной, обустройство съездов и заездов на путепровод, строительство двух подземных переходов. В мае 2000 года Ушаковская путепроводная развязка была досрочно сдана в эксплуатацию.